# Cut 〜Early Songs Best Selection〜
『Cut 〜Early Songs Best Selection〜』（カット アーリー ソングス ベスト セレクション）は、Plastic Treeの1枚目のベスト・アルバム。2001年3月7日発売。発売元はワーナーミュージック・ジャパン。

## 概要
メンバーが収録曲をセレクトした、リテイクベスト盤。当時の最新シングル『プラネタリウム』を含む13曲をリマスタリング収録。「プラネタリウム」を除く12曲が新録されている。
ワーナーミュージック・ジャパン在籍時の楽曲と、インディーズ時代の楽曲を含めた全13曲を収録。

## 収録曲
1. サイコガーデン
  - 作詞：竜太朗、作曲：Tadashi、編曲：Plastic Tree / 成田忍
  - インディーズ時代のアルバム『Strange fruits -奇妙な果実-』収録曲。
2. 絶望の丘
  - 作詞：竜太朗、作曲：Tadashi、編曲：Plastic Tree / 成田忍
  - 3rdシングル。
  - TOKYO FM『RADIO MAGAZINE WHAT'S IN?』テーマソング。
3. エンゼルフィッシュ
  - 作詞：竜太朗、作曲：Akira、編曲：Plastic Tree / 成田忍
  - 5thシングル『Sink』カップリング曲。
4. まひるの月
  - 作詞：竜太朗、作曲：Tadashi、編曲：Plastic Tree / 成田忍
  - 1stアルバム『Hide and Seek』収録曲。
5. May Day
  - 作詞：竜太朗、作曲：Tadashi、編曲：Plastic Tree / 成田忍
  - 2ndアルバム『Puppet Show』収録曲。
6. ツメタイヒカリ
  - 作詞：竜太朗、作曲：Tadashi、編曲：Plastic Tree / 成田忍
  - 6thシングル。
  - テレビ朝日系『神出鬼没!タケシムケン』2000年1-3月エンディングテーマ。
7. プラネタリウム
  - 作詞：竜太朗、作曲：Tadashi、編曲：Plastic Tree / 成田忍
  - 9thシングル。
  - テレビ東京系『たけしの誰でもピカソ』エンディングテーマ。
8. エーテルノート
  - 作詞：竜太朗、作曲：Tadashi、編曲：Plastic Tree / 成田忍
  - 1stアルバム『Hide and Seek』収録曲。
9. 痛い青
  - 作詞：竜太朗、作曲：Tadashi、編曲：Plastic Tree / 成田忍
  - 1stアルバム『Hide and Seek』収録曲。
10. twice
  - 作詞：竜太朗、作曲：Tadashi、編曲：Plastic Tree / 成田忍
  - インディーズ時代のアルバム『Strange fruits -奇妙な果実-』収録曲。
11. ぬけがら[4]
  - 作詞・作曲：竜太朗、編曲：Plastic Tree / 成田忍
  - 3rdシングル『絶望の丘』カップリング曲。
12. 割れた窓
  - 作詞：竜太朗、作曲：Tadashi、編曲：Plastic Tree / 成田忍
  - 1stシングル。
13. クリーム
  - 作詞：竜太朗、作曲：Tadashi、編曲：Plastic Tree / 成田忍
  - インディーズ時代のアルバム『Strange fruits -奇妙な果実-』収録曲。